# كيث رامزي
كيث رامزي (بالإنجليزية: Keith Ramsey)‏ هو لاعب كرة قاعدة أمريكي، ولد في 5 مارس 1980 في إنغليووود في الولايات المتحدة.